# Hospitales de Honduras

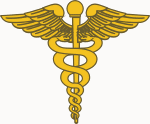

La república de Honduras cuenta con hospitales y centros de asistencia de carácter nacional distribuidos en sus dieciocho departamentos.

## Historia
En el siglo XVII en la provincia de Comayagua (Honduras) comienza a organizarse con el fin de aliviar varias enfermedades y epidemias que azotaron duramente el territorio dejando infinidad de muertes, es así como se funda el primer hospital, bautizado “De la Limpieza Concepción y Cofradía del Santísimo Sacramento y del Rosario” los encargados de la atención sanitaria, fueron los frailes y monjes piadosos, que no obtenían más recompensa que la fe y las donaciones.
En el siglo XVIII se funda el Hospital de la Concepción en el puerto de Trujillo, posteriormente se creó el Hospital San Juan de Dios en la ciudad de Comayagua cuyo director fueron, primeramente el doctor Tomás Riss y sucediéndole el doctor Carlos Joaquín Herrera en 1822. 
A mediados del siglo XIX, no existía ningún centro Sanitario/hospitalario, mucho menos existía un Ministerio de salud, y siquiera una facultad universitaria de medicina y cirugía, los médicos existentes, dicho sea de paso, graduados en universidades extranjeras se las arreglaban para instalar sus casas de habitación clínicas y boticas (farmacias) para satisfacer la demanda médica de quienes pudiesen costeársela. 
Los centros de acogida eran denominados “casas de piedad” o “Asilo de indigentes”, donde siempre eran atendidos por las manos y conocimientos, de los entregados al cristianismo. Por otra parte, las milicias contaban dentro de sus filas, con médicos que atendían a los heridos en los campos de batalla y eran evacuados hacia un centro improvisado movible o fuere el caso de que existiese un barracón o pabellón asistencial dentro del acuartelamiento; donde los médicos en su mayoría contaban con estudios universitarios y conocimientos de botánica ya fuere el caso de preparar sus propias medicinas.

### Hospital General San Felipe
Durante la presidencia del General Brigadier don José Santos Guardiola Bustillo, se emitió un 31 de julio de 1861 un Decreto para la creación y organización de un Hospital en Honduras, el presidente Guardiola moriría asesinado en 1862.
Durante el mandato del Doctor Marco Aurelio Soto se implementaron una serie de proyectos viables para restaurar la educación, la sanidad, la economía, El Hospital San Felipe fue aprobado mediante decreto en 1880, se adquirió un terreno de aproximados media manzana de extensión superficial (lugar que ocupa el Palacio de los Ministerios en Tegucigalpa) para la construcción del centro sanitario.
En 1887 en la presidencia del Doctor y General don Luis Bográn se adquirió el primer aparato de Rayos X abriéndose así el departamento de radiología por el director del hospital en ese entonces el Doctor Miguel Ángel Ugarte, siendo la primera máquina en funcionamiento en Centroamérica.
Uno de los primeros médicos hondureños fue el Doctor Juan Ángel Arias Boquín, graduado en 1870 en la Universidad San Carlos de Borromeo en Guatemala, fue también el primer médico hondureño en llegar a ser presidente de la república. Debido a la necesidad de boticas en la región de Copán fundó la "Farmacia Central", que estuvo donde hoy se encuentra las oficinas principales del Banco de Occidente, S.A..

### Facultad de Ciencias Médicas
El 14 de febrero de 1882 se crea la Facultad de Ciencias Médicas con la reforma de la república puesta en marcha en el gobierno liberal del Doctor Marco Aurelio Soto como Facultad de Medicina y Cirugía. Abrió sus cursos en Tegucigalpa, el 26 de febrero de 1882, se nombró al Doctor Carlos Ernesto Bernhard de origen alemán como decano de la recién creada Facultad. Según el Código de la Instrucción Pública, la Carrera de Medicina constaba de seis cursos anuales.
Asimismo en 1879 fue fundada la Universidad Nacional de Occidente en la capitalista ciudad occidental de Santa Rosa de Copán, con carreras de Derecho y  Medicina. En el mismo año (1882) con fecha 26 de febrero se abren las aulas en medicina de la nueva universidad, mediante acto presidido con el discurso del Doctor Ramón Rosa.
La Facultad de medicina y cirugía de Honduras apareció formalmente en 1877, de la mano del Doctor Bernhard y con gran afluencia de estudiantes, en 1888 el primer médico graduado de esta facultad fue el Doctor Julián Baires. A partir de 1890 los estudiantes de medicina eran reclutados para asistir tanto en los campos de batallas, como en los brotes de epidemias.
En el año 1900 se inaugura el Hospital Leonardo Martínez Valenzuela en la ciudad de San Pedro Sula, el Hospital fue construido en un predio de más o menos 3 manzanas de extensión superficial, al ser inaugurado su primer director nombrado fue el señor Jorge David.
En 1905 es fundado el Hospital de Occidente en la ciudad de Santa Rosa de Copán.
En 1910 se funda la Organización de la Sanidad en Honduras y se emite el primer Código de Sanidad que surte buenos efectos hasta 1914, con la organización nacional y el nombramiento del primer director general, recayendo en el doctor Agustín Santiago Brizio.
En 1913 durante la presidencia de Miguel Rafael Dávila Cuéllar es cuando se reorganiza una primeriza “Secretaria de Sanidad y Benevolencia”.
En 1918 se inaugura el Hospital Atlántida, construido en la ciudad de La Ceiba, departamento de Atlántida, su fundación se debió a que la compañía transnacional bananera que operaban en la costa norte de Honduras, desde finales del sigo XIX y principios del XX no daba con abasto, tanto para los servicios médicos de trabajadores, mucho menos lo hacían con sus familiares y personas ajenas; es por ello que los visionarios señores Tulio Gabre y el doctor Alberto Valle Beltrand, idearon solventar esta angustiosa necesidad del pueblo costero hondureño. En 2010 se adquiere un terreno de 10 manzanas cuadradas encontrado al este de la Academia Naval de Honduras y que antes perteneció a la transnacional bananera Standard Fruit Company y se trasladó el hospital con una inversión de US$ 35 millones de dólares.
Con fecha 7 de mayo de 1924 se nombra como director general de sanidad, al doctor José Jorge Callejas, quien intenta mantener a la organización sanitaria nacional en sus plenas funciones, ese mismo año en el país se suscitaba la Segunda guerra civil de Honduras también se organizó la Cruz Roja de asistencia quienes eran mujeres que atendían a los heridos en la devastadora guerra.
En 1926 se inaugura el “Asilo de Indigentes” que acogía a los enfermos con trastornos psiquiátricos y demencia los cuales eran tratados y sometidos a ejercicios mentales con el fin de restablecer sus perturbaciones. El Hospital fue renombrado con el nombre del doctor Mario Amado Mendoza, especialista graduado en la Universidad de Perú. En 1973 inician las operaciones del nuevo Hospital localizado en un predio al sur-oeste de lo que hoy es el “Hospital Escuela” en Tegucigalpa, M.D.C. y que se edificó mediante donaciones del “Patronato Nacional de la Infancia” (PANI), desde 1973 se prestan sus servicios de investigación y docencia en cuanto a la rama médica psiquiátrica.
Para el 5 de febrero de 1929 se hace cargo de la Dirección General de Sanidad Nacional por nombramiento, el doctor José Durón, toca a este nuevo director la inmediata inspección del relleno de Puerto Cortés por medio del departamento de Ingeniería Sanitaria, asimismo la construcción del alcantarillado de las ciudades gemelas de Tegucigalpa y Comayagüela; y la terminación del Sanatorio Nacional de Tuberculoso.
En 1948 se funda el “Sanatorio Nacional Anti-Tuberculosis” en la ciudad de Tegucigalpa, M.D.C. durante la presidencia del doctor y general Tiburcio Carias Andino, posteriormente llamado Instituto Nacional del Tórax.

### Instituto Hondureño del Seguro Social
En 1957 se planteaba la creación de un ente autónomo organizado se seguridad social para los trabajadores hondureños, para lo cual fue inaugurado el Instituto Hondureño del Seguro Social o IHSS en 1959 cuando es emitida la “Ley del Seguro Social de Honduras” a cuyo caso las operaciones formales fueron a partir del 1 de marzo de 1962 y contando con una afiliación de más o menos 40,522 beneficiados de la rama obrera, trabajadora y magisterial hondureña. Cuenta con dos centros hospitalarios en Tegucigalpa y varios centros hospitalarios en diferentes departamentos del país.
En 1966 se inaugura el Hospital Psiquiátrico Santa Rosita ubicado en el Valle de Amarateca, departamento de Francisco Morazán, fue inaugurado como un hospital para atender a pacientes de tuberculosis congénita y terminal. Después, el inmueble fue adquirido por el “Instituto Nacional del Tórax” y destinado para internar a los pacientes que presentaban enfermedad mental crónica e irreparable. Hasta el día de hoy presta sus servicios médicos a los enfermos que son internados y varias veces trasladados desde el “Hospital Psiquiátrico doctor Mario Amado Mendoza” y de Centros Penales a cuyo caso cuando presentan severos cuadros crónicos mentales.

### Hospital Materno Infantil
En 1969 inician las operaciones del Hospital Materno Infantil en la ciudad de Tegucigalpa, M.D.C., fundado previamente como “Hospital Central Infantil de Honduras”, cuando son trasladados los pacientes de pediatría que eran tratados en el “Hospital San Felipe”, el primer director nombrado fue el doctor Carlos Alvarado. A partir de 1979 el Hospital Materno Infantil, es denominado como “Bloque Materno Infantil del Complejo Hospitalario Escuela”.

### Hospital Nacional Escuela de Honduras
En 1978 inicia fue finalizada la construcción del Hospital Nacional Escuela de Honduras, un año después bajo la dirección del doctor Fernando Tomé es formalmente inaugurado, son trasladados pacientes del “Hospital San Felipe” y “Hospital Materno Infantil”, se comienzan con los servicios médicos requeridos a partir del 19 de marzo de ese año e ininterrumpiendo sus funciones hasta el día de hoy.

### Hospital Dr. Mario Catarino Rivas
En 1990 se inaugura el Hospital doctor Mario Catarino Rivas, un hospital metropolitano encontrado en la ciudad de San Pedro Sula, cuenta con tres manzanas/cuadradas de extensión superficial donado por la Alcaldía Municipal de San Pedro Sula, fue inaugurado en 1990 por el presidente de la república Licenciado Rafael Leonardo Callejas y nombrándose como primer Director al doctor Reynaldo Gómez Urtecho. Hasta la actualidad el Hospital metropolitano, conocido como “Catarino Rivas” es el más grande centro asistencial politécnico de Honduras y denominado como hospital nacional.